# أبو زريبة
قرية أبو زريبة هي إحدى القرى التابعة لمركز السلوم في محافظة مطروح في جمهورية مصر العربية. حسب إحصاءات سنة 2018، بلغ إجمالي السكان في أبو زريبة 1,545 نسمة، منهم 728 رجل و 817 امرأة.